# 소강사회
소강사회(小康社會)는 중국이 추구하는 이상 사회를 말한다. 샤오캉사회라고도 한다.

## 역사
1979년, 덩샤오핑(鄧小平)은 의식주 문제가 해결되는 단계에서 부유한 단계로 가는 중간 단계의 생활 수준을 이르는 말로 사용하여, 20세기 말까지 1인당 국민 소득 800달러를 달성할 것이라고 밝혔다. 또한 2002년에 장쩌민(江澤民)은 2020년까지 1인당 국민 소득 6,000달러에 이르는 사회의 건설을 목표로 제시하면서 이 용어를 사용하였다.
시진핑 주석은 반부패 사정과 함께 '빈곤 탈피'를 자신의 최대 정치적 성과로 내세우면서 2020년까지 샤오캉 사회를 건설하겠다고 공언했다.
시진핑 주석과 중국 공산당은 창당 100년이 되는 2021년까지 '전면적인 샤오캉 사회'를 만드는 목표를 내세웠다. 이를 위해 2020년 국내총생산(GDP)을 2010년의 두 배로 늘리겠다고 공언해왔다. 2010년 중국 1인당 GDP(GDP per capita, GDPPC)는 4,551 달러였다. 2019년 10,276 달러였다. 이미 2배가 넘었다.
2020년 6월 1일, 시진핑 중국 국가주석이 "우리는 이미 ‘샤오캉 사회’(모든 국민이 풍족한 생활을 누리는 것)를 전면적으로 건설하는 목표를 기본적으로 실현했다“고 선언했다. 중국 공산당 이론지 치우스(求是)에 발표한 글에서 이같이 밝혔다. 시 주석은 또 “당초 예상보다 성과가 좋았다. 국제사회가 중국의 발전 성취를 칭찬한다”고 평가했다.
그러나, 덩사오핑의 소강사회를 시작으로, 장쩌민의 소강사회, 시진핑의 소강사회를 모두 다 달성은 하였지만, 여전히 한계가 많으며, 새로운 목표를 정해서 앞으로 나아가야 할 상황이다. 즉, 절대 빈곤에서 벗어나는 데 주력하다 보니 빈부 격차는 사실상 방치되고 있는 게 큰 문제점이다. 이에 대해 리커창(李克强) 총리는 2020년 5월 28일 전국인민대표대회 폐막 기자회견에서 “중국인 1인당 연간 평균소득은 3만위안(약 513만원)에 달하지만 14억 인구 가운데 6억명의 월수입은 1,000위안(약 17만원)에 불과하다”고 토로했다.

## 같이 보기
- 불교 경제학
- 조화로운 사회
- 현실사회주의